# Brigantia
Brigantia es una ciudad construida por el rey Breogán. Según la tradición celta, Breogán construyó Brigantia con su alta torre, desde la cual se podían divisar las costas de Irlanda, distantes a más de 900 kilómetros.
El libro de las invasiones celtas Leabhar Ghabhála Érenn (escrito alrededor del siglo XI) afirma que los hijos de Breogán pusieron la vista sobre las verdes costas irlandesas. Ith, hijo del rey, fue asesinado en Irlanda. Como represalia, los descendientes de su hermano Bile, con su hijo Míl a la cabeza, conquistaron Irlanda con tan sólo un millar de hombres.
Sin embargo, se cree que la mítica Brigantia se asocia con la ciudad romana de Brigantium, cuya ubicación actual es disputada entre Betanzos y La Coruña (España), algunos investigadores opinan que Brigantia correspondería con la romana Brigantium y que esta hace referencia al Castro de Untia (sobre el que se encuentra la actual Betanzos), algunos investigadores concuerdan en que Brigantia es La Coruña, y que esta a su vez es Brigantium, y la mítica Torre de Breogán sería el emplazamiento que ocupa ahora la Torre de Hércules reconstruida por los romanos en el siglo I, la Torre de Hércules se llamaba hasta hace poco Faro de Brigantium, también aparece en el escrito dejado por el arquitecto de la torre en el siglo I. Por otra parte, el topónimo Brigantium, de origen celta (la raíz briga, muy común en las ciudades celtas de la península ibérica, significa "lugar alto").  Brigantia probablemente representaba en la Antigüedad no a una localidad, sino un área más amplia desde La Coruña a la ría de Betanzos o desde La Coruña a la comarca de Bergantiños).[cita requerida]

## Castro de Brigantia, según defensores de su emplazamiento en La Coruña
El castro de Brigantia ocupaba parte del emplazamiento del casco viejo de La Coruña y era todavía más cercano que el castro de Elviña, siendo el de Brigantia uno de los más grandes de toda Galicia o el más grande.[cita requerida] Hay cierto secretismo, misterio, prohibición y ejecución sobre la iglesia de la Colegiata de Santa María del Campo que se construyó en ese lugar en el siglo XII con la prohibición eclesiástica y monárquica de la época de no poder estudiar la zona. Una de las señales características clave es el antiguo y todavía actual trazado de las calles; que se encuentran en círculos respetando lo que serían los supuestos parapetos.
Quizá algún día se levante la iglesia en busca del castro; pero de momento solo existe especulación sobre esto.